# Dorfkirche Mahlow

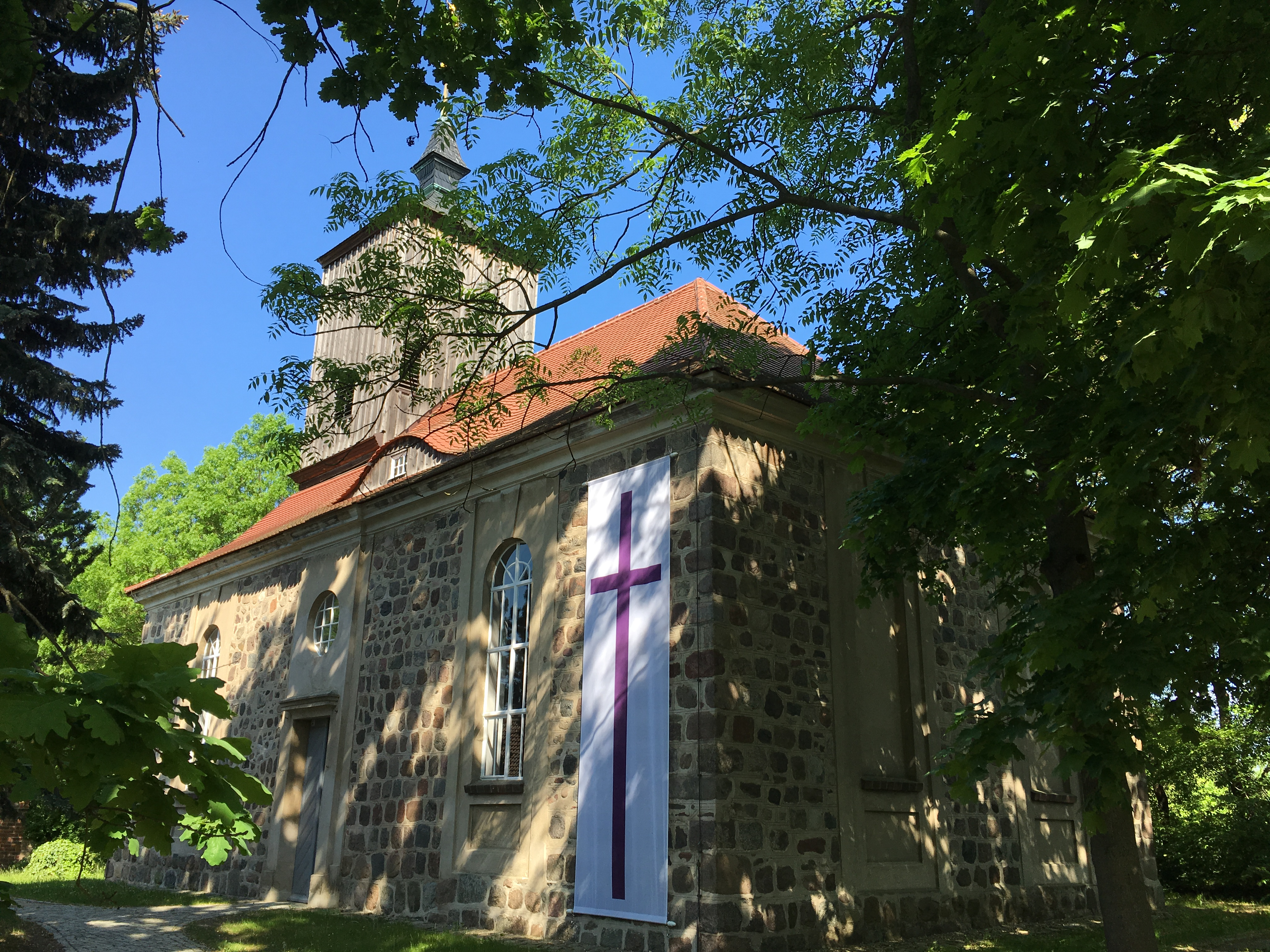
Dorfkirche in Mahlow

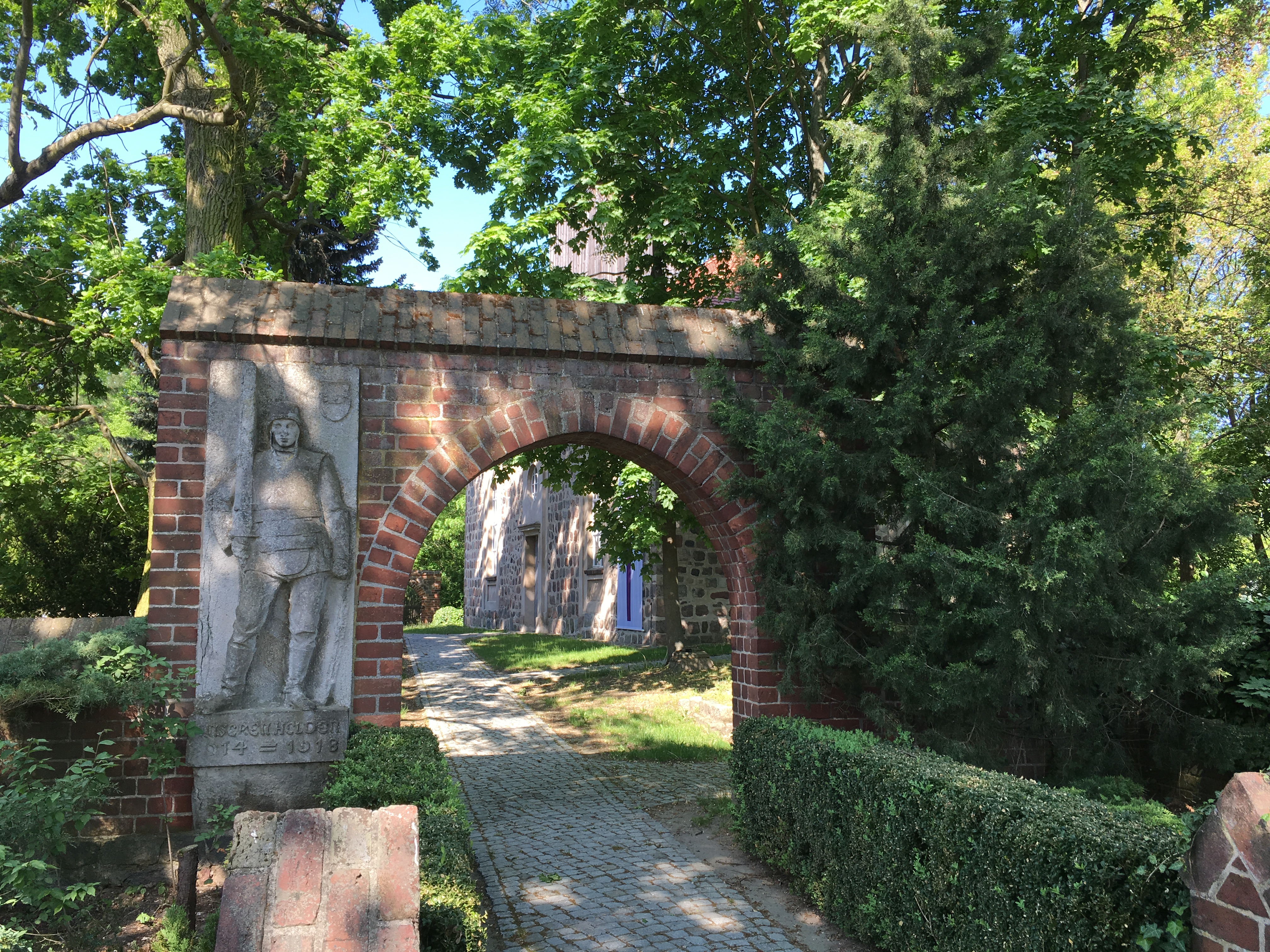
Einfriedung

Die evangelische Dorfkirche Mahlow ist eine Saalkirche aus der zweiten Hälfte des 13. Jahrhunderts in Mahlow, einem Ortsteil der Gemeinde Blankenfelde-Mahlow im Landkreis Teltow-Fläming im Land Brandenburg. Sie gehört zum Evangelischen Kirchenkreis Zossen-Fläming der Evangelischen Kirche Berlin-Brandenburg-schlesische Oberlausitz (EKBO).

## Lage
Das Bauwerk steht im historischen Ortsteil Mahlow (Dorf) nördlich der Mahlower Dorfstraße, die in West-Ost-Richtung durch das Gebiet führt. Das Grundstück ist durch eine Mauer eingefriedet, die aus rötlichem Mauerstein errichtet wurde. Es besteht ein Zugang von Westen sowie von Osten. Das dortige Mauersteinportal ist mit einer Reliefplatte aus dem Jahr 1924 verziert, die an die Gefallenen des Ersten Weltkrieges erinnert.

## Geschichte
Der Sakralbau entstand in der zweiten Hälfte des 13. Jahrhunderts und wurde in den Jahren 1755 bis 1758 erneuert. Experten vermuten, dass Handwerker dabei den zuvor eingezogenen Chor auf die Breite des Kirchenschiffs erweiterten, das Südportal einbauten und einen Kirchturm errichteten. Als sicher gilt, dass die zuvor spitzbogenförmigen Fenster vergrößert wurden. Ebenso wurde der Innenraum neugestaltet. 1887 erhielt das Bauwerk eine Orgel von Wilhelm Remler. Im Jahr 1935 wurde der Turm saniert. In den darauffolgenden Jahrzehnten unterblieben weitere Instandhaltungsmaßnahmen. Dies führte dazu, dass in den Jahren 2003 und 2004 die Decke einzustürzen drohte. Das Bauwerk wurde für die Öffentlichkeit gesperrt und 2004 saniert. Zu Ostern 2004 fand eine erneute Kirchweihe statt. Im gleichen Jahr konnte die Kirchengemeinde die Orgel sanieren. 2009 errichtete sie im Nordosten des Grundstücks eine sanitäre Anlage.

## Baubeschreibung

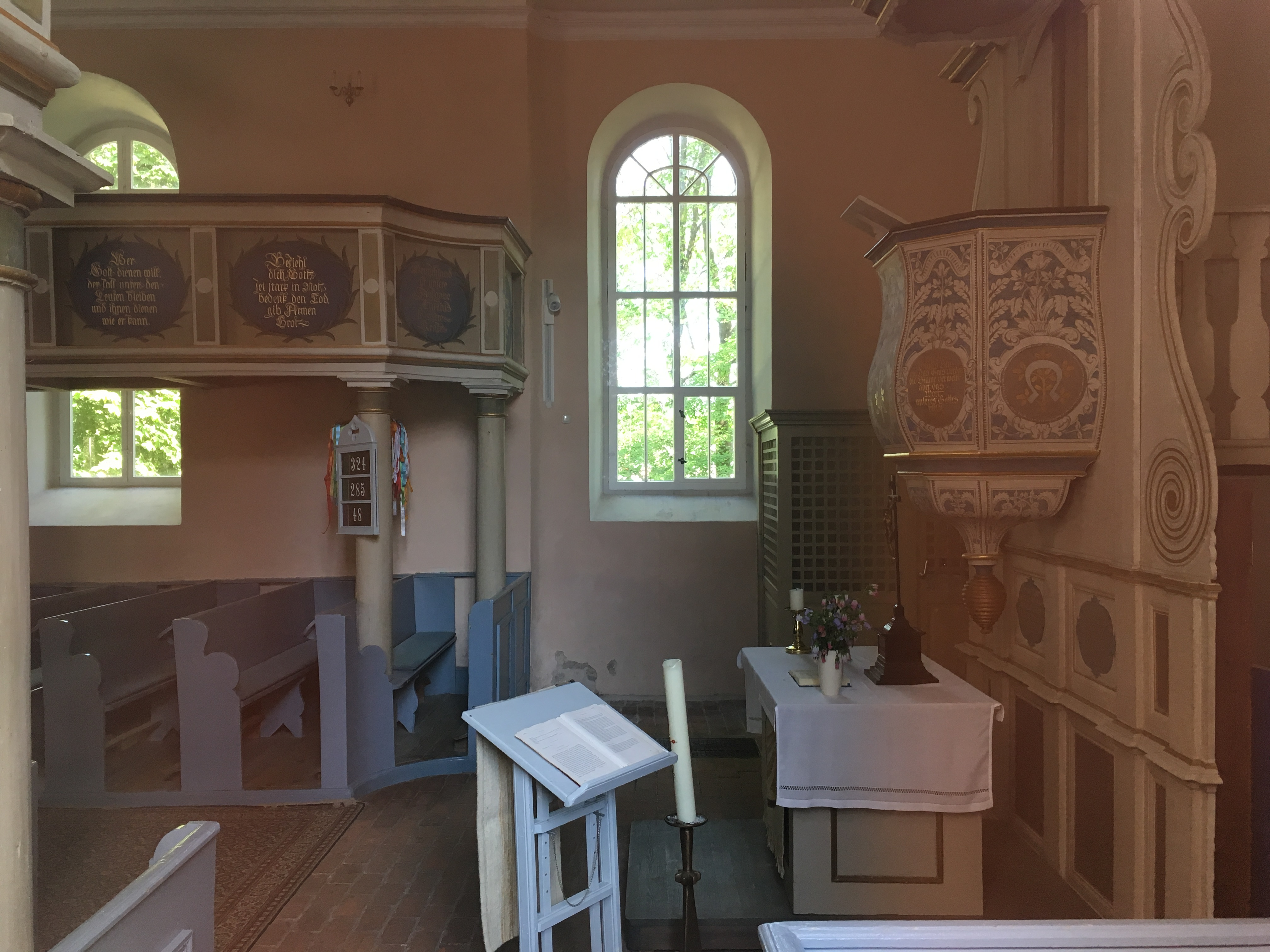
Blick ins Kirchenschiff

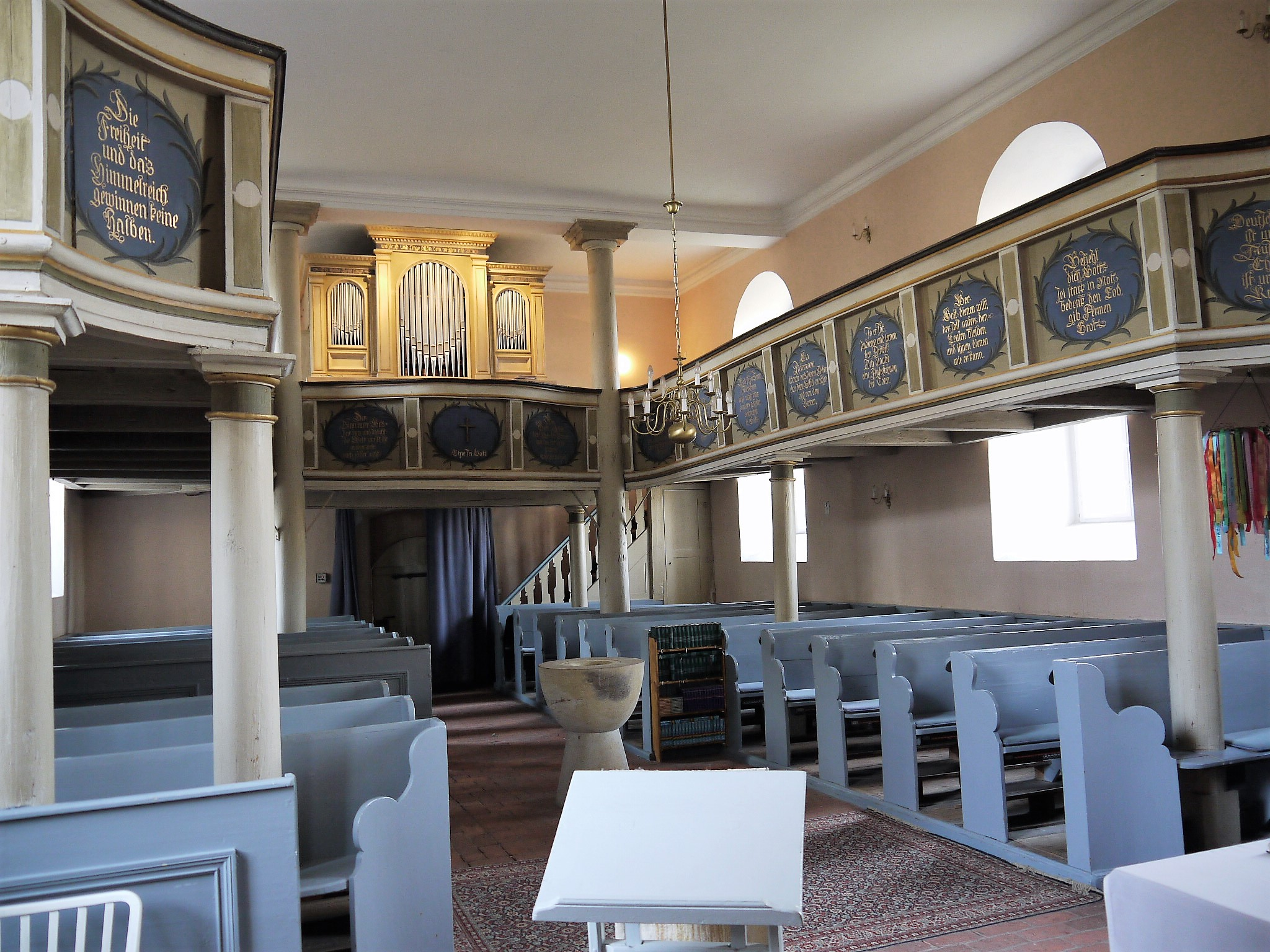
Blick zur Orgel (2017)

Der Chor wurde aus behauenen und nur wenig lagig geschichteten Feldsteinen errichtet. Dies könnte auf den Umbau im 18. Jahrhundert zurückzuführen sein und damit nicht dem ursprünglichen Zustand entsprechen. Er ist gerade, nicht eingezogen und hat an seiner Ostseite zwei große, segmentförmige Blenden, deren Form mit Faschen und einer jeweils darunter befindlichen, rechteckigen Blende nochmals betont werden.
Das Kirchenschiff wurde ebenfalls aus Feldsteinen erbaut, die deutlich besser bearbeitet und lagiger geschichtet wurden. Die Zwischenräume sind mit einem Putz versehen, der doppelt geritzt wurde. An der Südseite ist eine rechteckige, barocke Pforte mit einem darüberliegenden Ochsenauge. Es wird von zwei großen, segmentbogenförmigen Fenstern links und rechts an der Schiffswand ergänzt. An der Nordwand sind drei Fenster dieser Art verbaut. Im Walmdach sind an der Nord- und Südseite je eine Fledermausgaube.
Der Westturm nimmt die Breite des Kirchenschiffs auf und ist ebenfalls aus behauenen und weitgehend lagig geschichteten Feldsteinen errichtet. Der Zugang erfolgt über eine spitzbogenförmige Pforte, die aus der Bauzeit der Kirche stammen dürfte. In sie ist ein einfach abgetrepptes Gewände aus rotem Mauerstein eingearbeitet. Daran schließt sich das quadratische und verbretterte obere Turmgeschoss an. Dort sind an der Westseite zwei, an den übrigen Seiten je eine Klangarkade zu sehen. Dahinter hängt eine Glocke aus dem Jahr 1508, die somit als die älteste Glocke im Teltow gilt. Das Pyramidendach schließt mit Turmkugel, Wetterfahne und einem Stern ab. Engeser und Stehr geben als Maße für das Bauwerk eine Gesamtlänge von 17,3 Metern bei einer Breite von 9,85 Metern an.

## Ausstattung
Der Kanzelaltar besteht aus einem geschweiften Kanzelkorb, der mit Wangen aus Voluten verziert ist. Darüber ist ein fünfseitiger Schalldeckel mit einer Strahlensonne und dem Monogramm F und R verziert ist. Dies steht für Fridericus Rex und erinnert an Friedrich II. Somit dürfte er in der Mitte des 18. Jahrhunderts entstanden sein. Die Hufeisenempore steht auf hölzernen Säulen der toskanischen Ordnung und ist im Westen vergrößert, um Platz für die Orgel zu schaffen. Die Kassetten sind mit Zitaten aus der Bibel verziert. Am Übergang zum flach gedeckten Innenraum ist eine Voute. Die Orgel wurde 1887 von Wilhelm Remler & Sohn mit 7 Registern auf einem Manual und Pedal erbaut. Eine Restaurierung erfolgte 2004.